# Лист кропиви (геральдика)

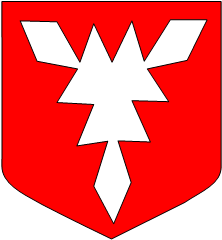
Лист кропиви як геральдичний візерунок

Лист кропиви як геральдичний візерунок

Лист кропиви (нім. Nesselblatt) — геральдиці зображення з неясним значенням.
Як правило, це срібно-червоний символ спочатку герба Шауенбургерів і графства Гольштейн, яким вони були наділені 1110 року. В результаті він був включений в державний герб землі Шлезвіг-Гольштейн і зокрема округу Шаумбург, де він поширений локально.

## Використання та значення

Сучасний герб Шлезвіг-Гольштейну (леви Шлезвіга зправа, лист голштинської кропиви зліва)

Герб округу Шаумбург, нині офіційна форма (лист кропиви, з синьою окантовкою)

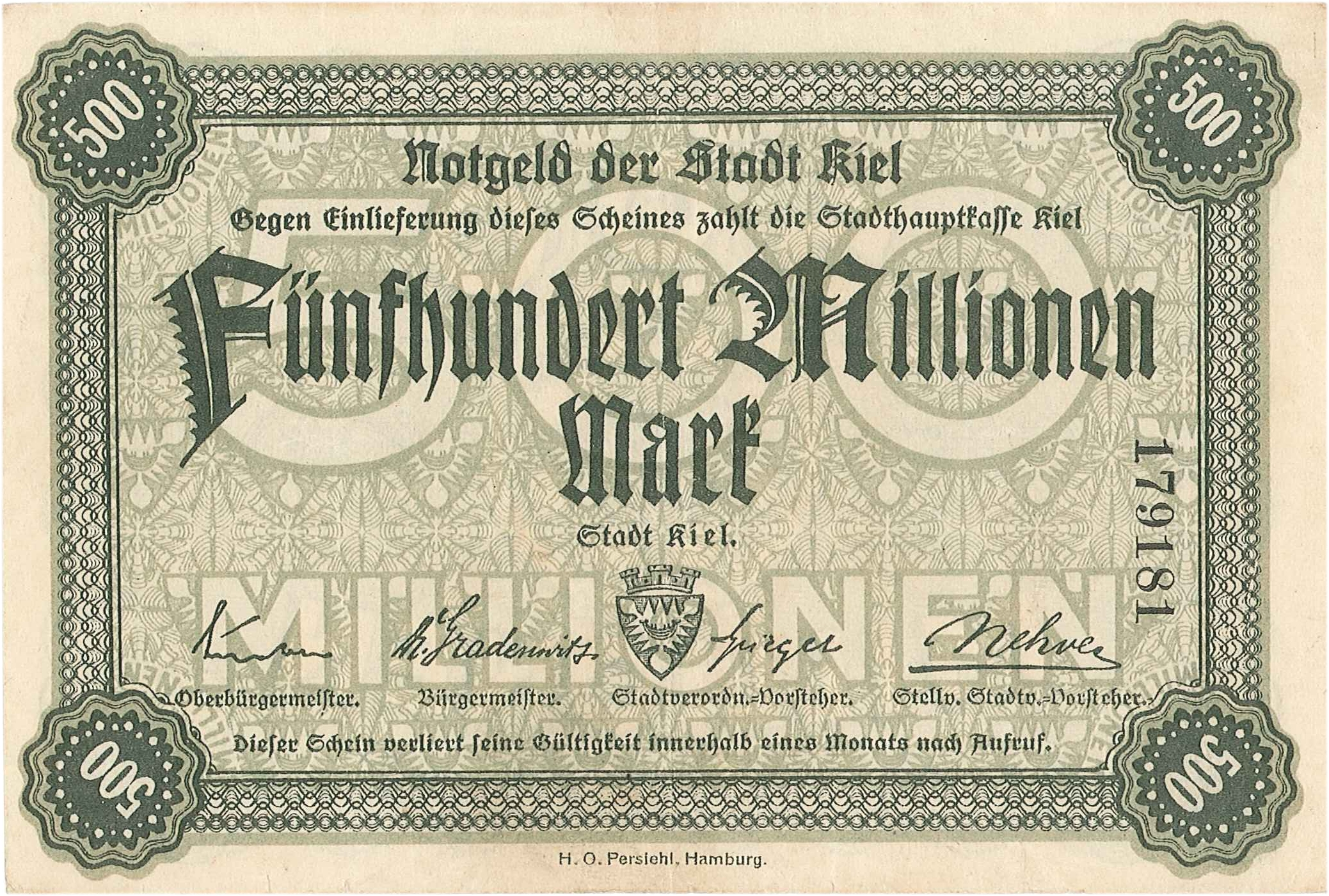
Герб на надзвичайній банкноті міської скарбниці Кіля

Характер і походження символу неясні. Зустрічаються давні, бордюрні, форми та тричастково-лопатеві, тому не зрозуміло, чи це первісно срібний щит із червоною облямівкою, чи червоний щит зі срібним декором. Крім того, Ернст був правлячим графом Шаумбурга і Гольштейн-Піннеберга з 1601 року.
Теорії походження такі:
- Це геральдичне зображення, тобто абстрактний кольоровий поділ поля щита. Його можна інтерпретувати як оточуючий ряд точок, які виступають з краю в поле як свого роду зубчаста межа. Тоді це особлива форма облямівки, тобто спочатку окружне підсилення щита.
- Це негеральдична фігура, а саме стилізоване зображення листка кропиви посеред поля. Зокрема, кропива вважається символом оборони.
Батьківщина графів Шаубургів була в долині Везер поблизу Рінтельна, на території сучасного району Шаумбург. Осідок Шаумбурга був розташований там, на Нессельбергу (Нетеленберге), побудованому в 1130 році Адольфом фон Салінглейеном (точніше: фон Сантерслебен). Кажуть, що гора, замок і родина отримали свою назву від того, що там рясно росла кропива. У найдавнішому, ймовірно, письмовому звіті про герб Шаумбург, у хроніці Кіріака Шпангенберга за 1617 рік, йдеться: «In etzlichen alten verzeichnissen wird funden/es sollte dieser Adolf von Salingleuen in seinem Erbwappen einen blauen Löwen/in weißen Felde geführet haben/Aber nachdem er auf Schawenburgk gebawet/habe der Keyser ihm an des Löwen statt ein Nesselblatt von dem Nettelberge in sein Wapen gegeben» («У деяких старих довідниках можна знайти, що цей Адольф фон Салінген мав би мати синього лева на білому полі у своєму спадковому гербі, але після того, як він забудував Шавенбургк, кейзер дав йому в герб замість лева лист кропиви Неттельберге»).[1]
- Третя інтерпретація посилається на явну потрійність, часто підкреслену трьома цвяхами, і розглядає це як аплікацію, нанесену на щит. Чітке посилання на цвях пристрасті розглядається як християнський символ.[2][3]

Фрідріх Бартельс описує ранній герб так:
«Шаумбурзький лист кропиви вперше був використаний володарями у 1229 році за графа Адольфа IV у своїй найдавнішій формі у вигляді срібного щита з піднятим червоним зубчастим краєм. У 1257 році на гербовій печатці графа Герхарда I з'являється нова форма: піднятий зубчастий листок із заглибленим зубчастим краєм. У середньовіччі край щита був настільки важливим для всього щита, що слово „ранд“ часто використовувалося для позначення щита. Таким чином, центр ваги переносився на зображення щита. Однак вперше зубчастий лист був описаний як лист кропиви датським королем Еріхом близько 1420 року».
Ці три пояснення вже обговорюються в описі каноніка Вальдека, який помер 1749 року, C. Ф Дінгельштедта, він пише верхній край і чотири точки з кожного боку: «власне гербом графів Шаумбургів був срібно-червоний розділений щит, а так званий кропив'яний лист був лише облямівкою навколо цього щита, який спочатку був лише захисним елементом, а потім символом суверенітету. Чи то металевий каркас, чи то тканинні клапті, прикріплені до трьох точок щита цвяхами як прикраса облямівки, помітна зубчаста структура, яка мало схожа на справжній кропив'яний лист, наштовхнула на думку про те, що це не справжній кропив'яний лист, відсунула простий і, ймовірно, не унікальний дизайн срібно-червоного щита на другий план і стала головною ознакою герба Шаумбургів, який потім постає у вигляді того, що срібно-червоний щит несе на краю три шипи вгорі і по чотири з боків, з трьох кутів щита стирчать три цвяхи, які в різний час мають різну довжину і головки цвяхів».
Наприклад, на гербі Шлезвіг-Гольштейн сьогодні чітко зазначено «ein silbernes Nesselblatt auf rotem Grund» («срібний лист кропиви на червоному тлі»), підкреслюючи таким чином характер загальної фігури.
Домінування та точна форма — наприклад, кількість шипів — змінюється.

Історичні та сучасні форми листа кропиви
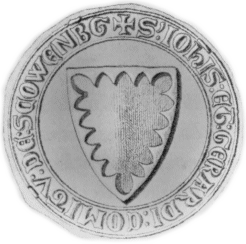
Щит, середина ХІІІ століття. (печатка Шауенбургів)
Щит з особливою облямівкою (Лембек, Північний Рейн-Вестфалія)
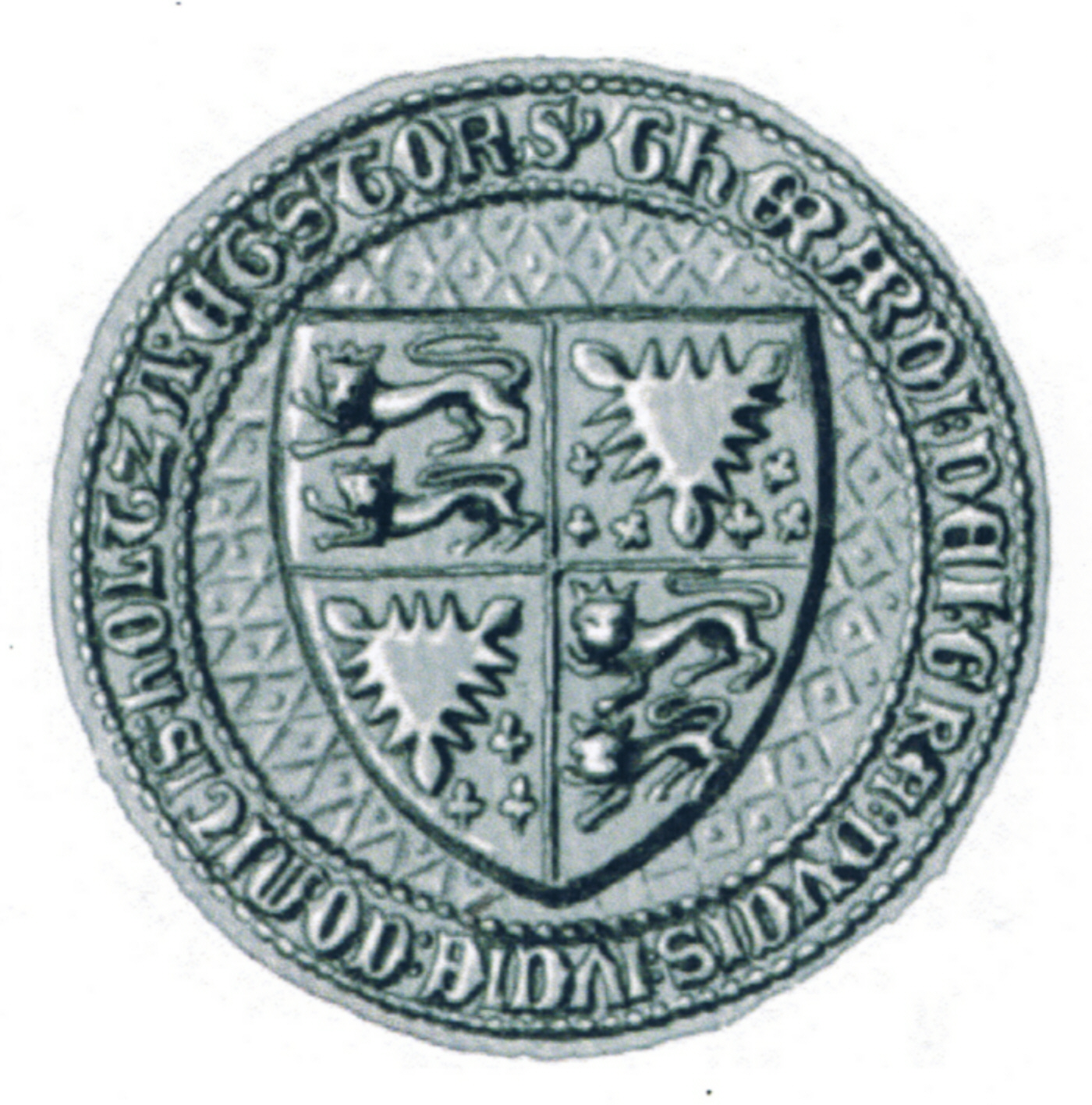
Трикутний загострений, кінець ХІІІ ст. (печатка Гольштейну)
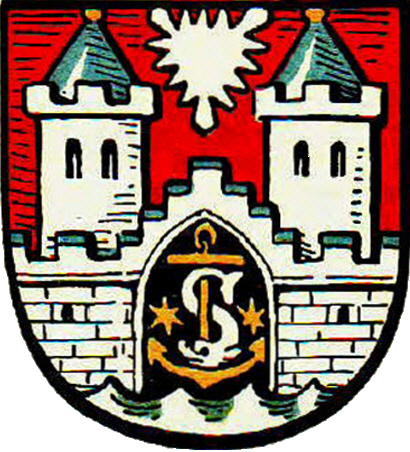
Підкреслено трикутна, плаваюча, 1920 (Ютерзен)
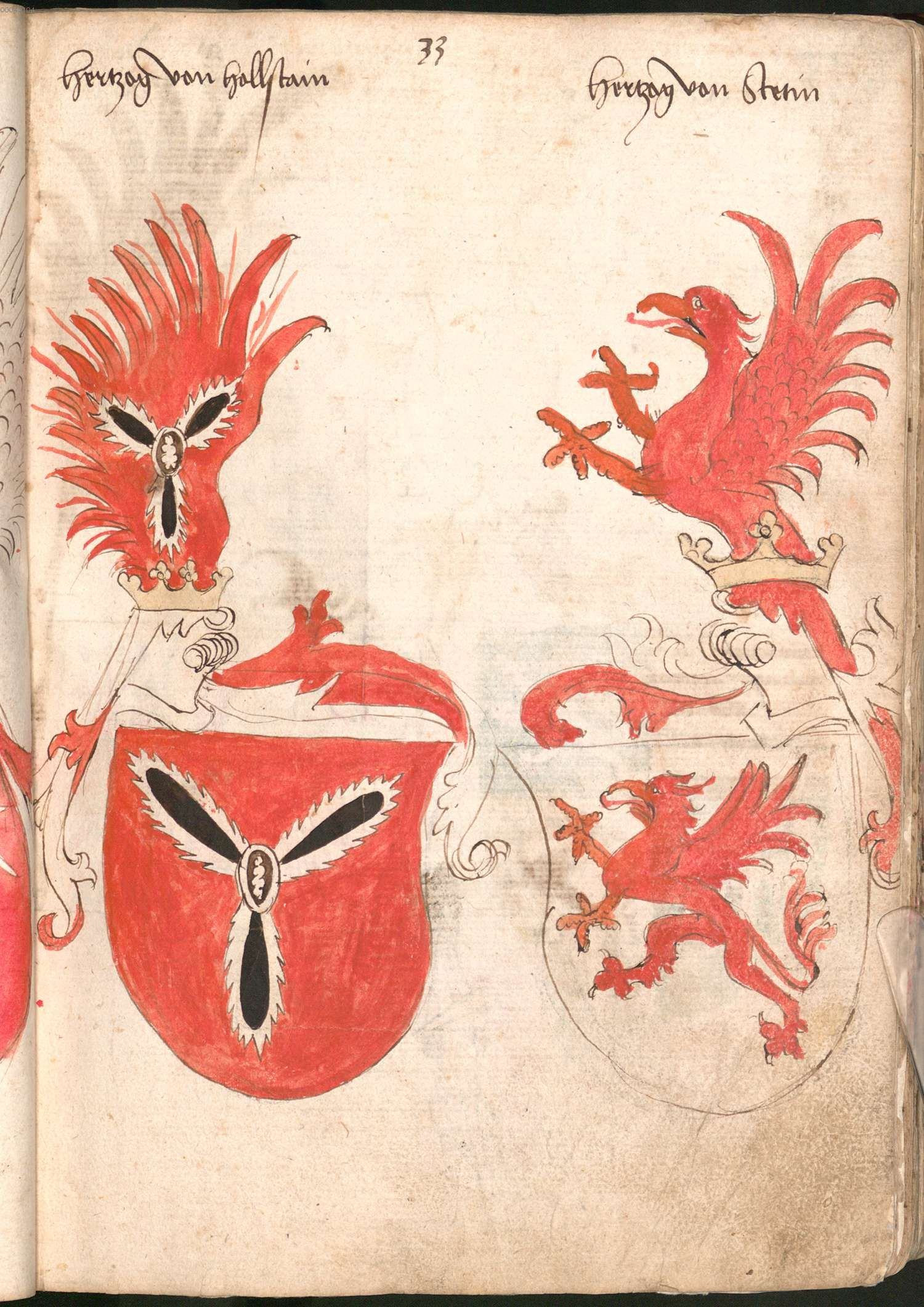
Трилопатева, близько 1490 р. (ліворуч; Гольштейн)
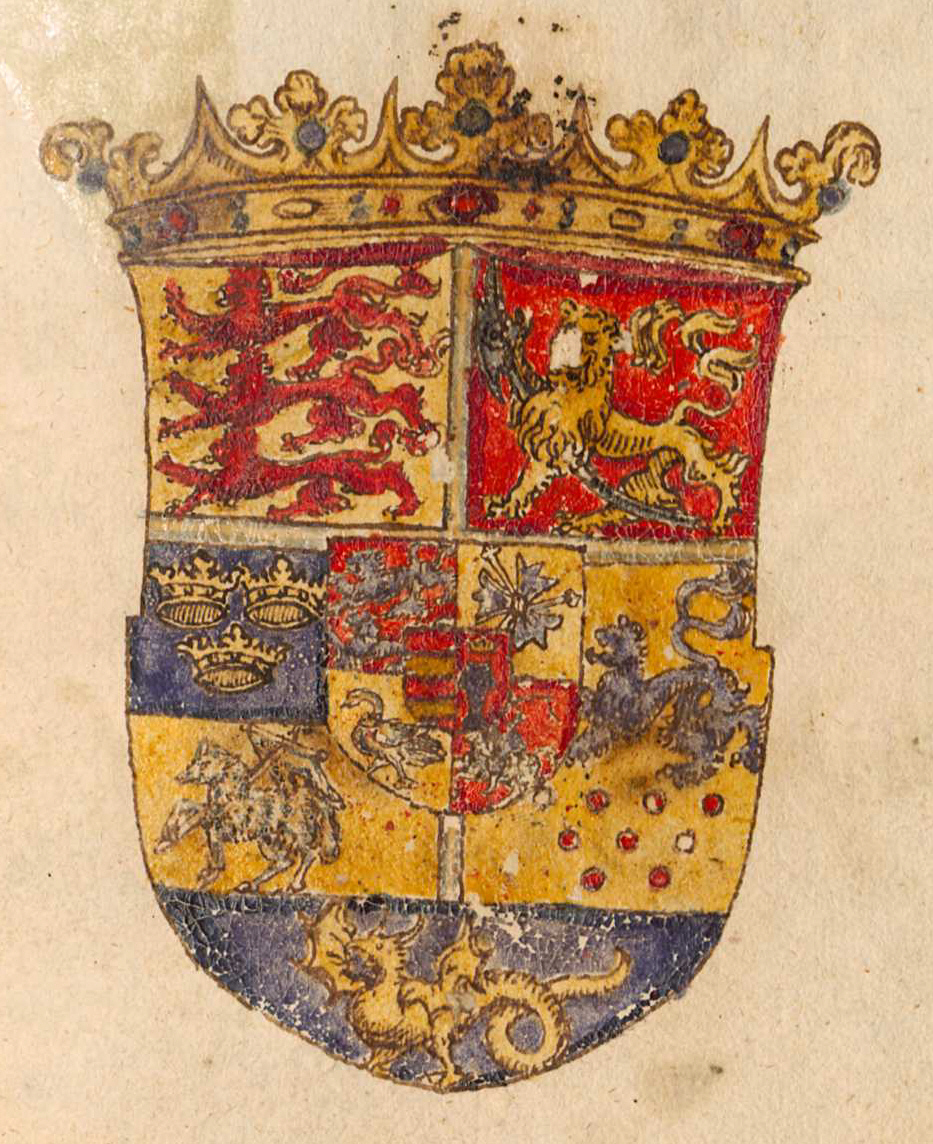
Трифігурна, з перекладинами, близько 1600 р. (2-й у центральному щиті; Крістіан IV)
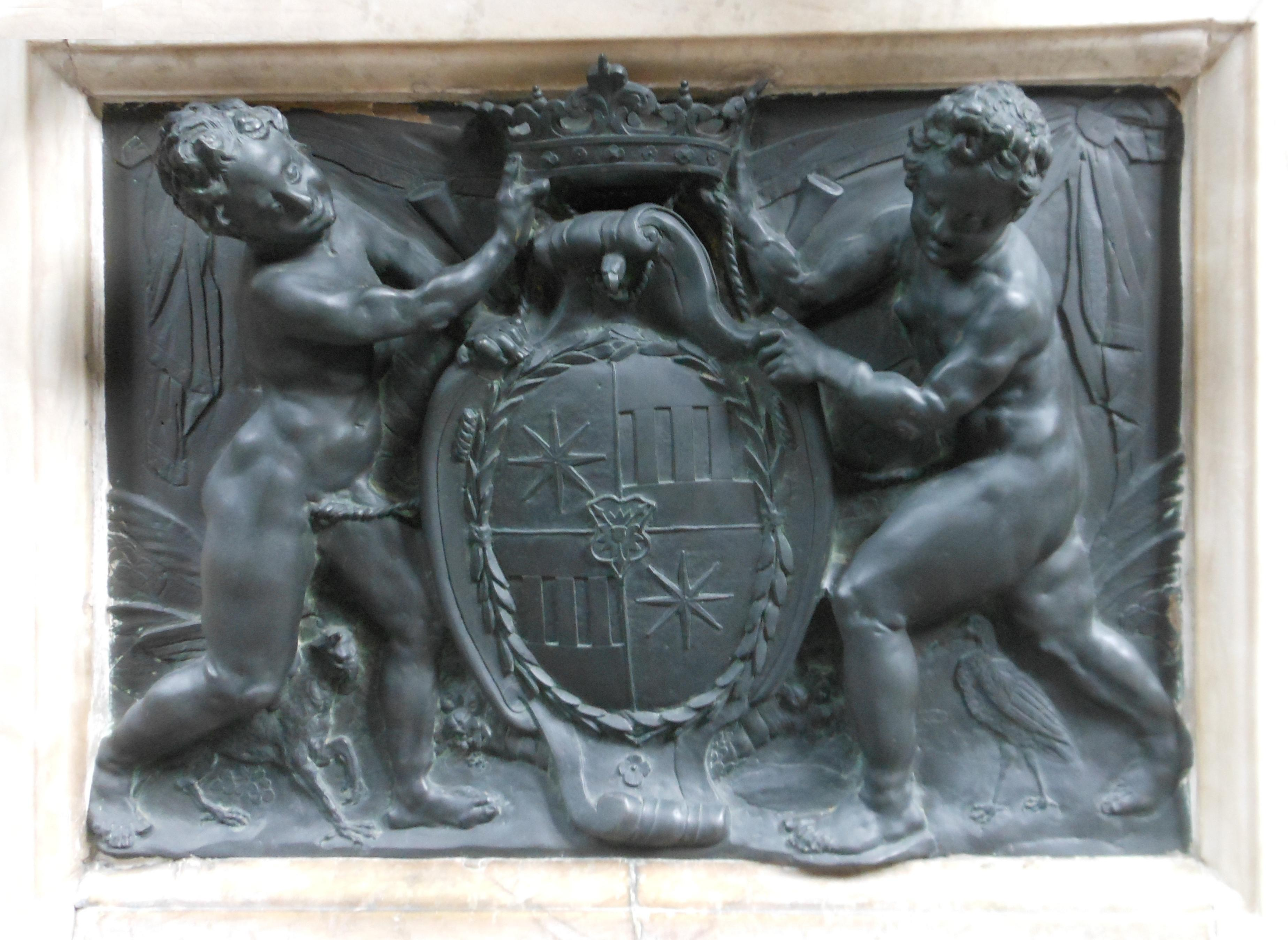
Зіркоподібний, зі стрілками, близько 1620 р. (щит із зображенням серця, князь Ернст)
Обтяжений цвяхами (Зутфельд)
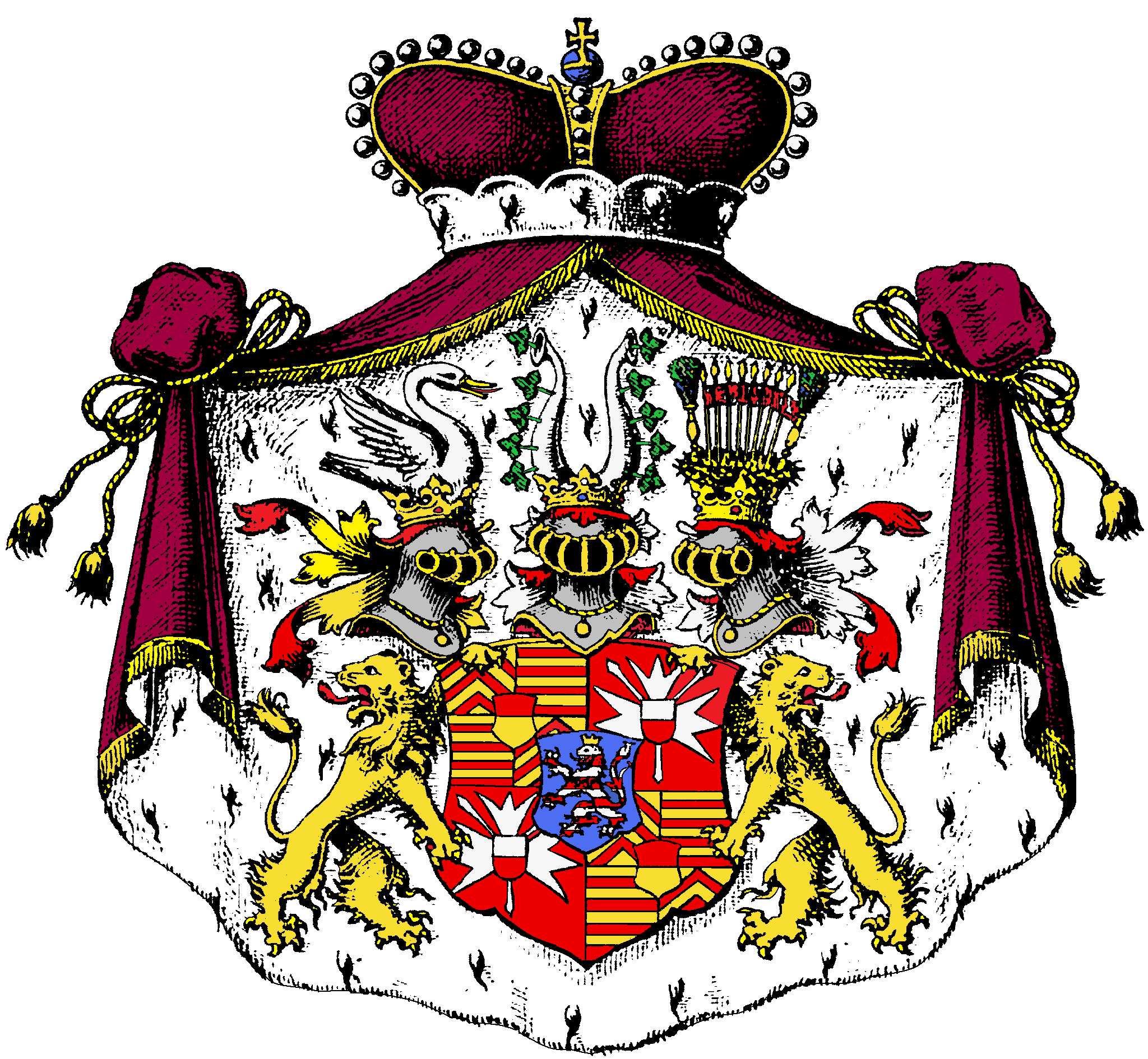
Зубчаста ліпнина та діаманти, близько 1850 р. (2-й, 3-й, навколо серцевого щита; Ганау-Шаумбург)
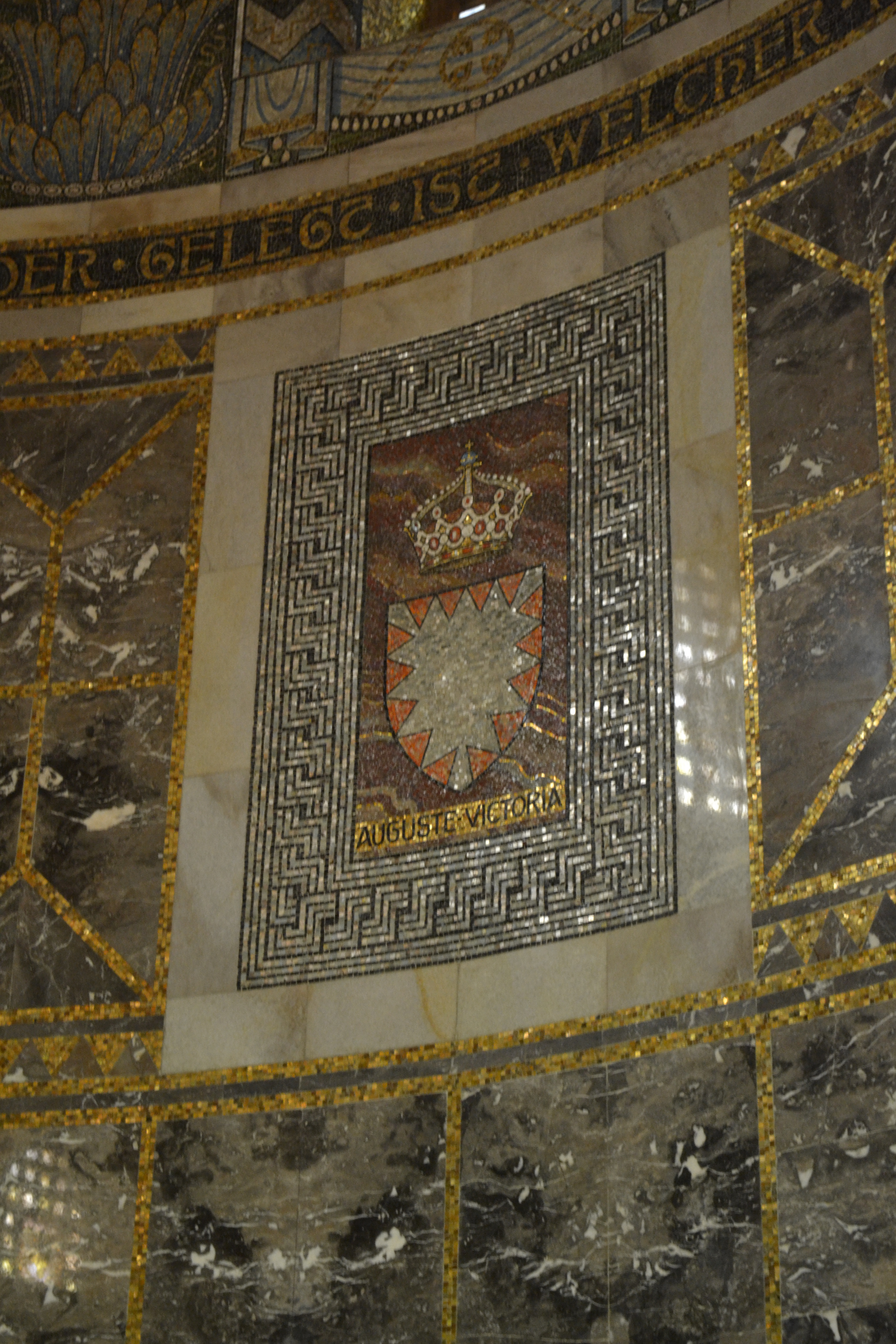
Мереживо, що росте з краю, близько 1920 року (Августа-Вікторія)

## Використання
Лист кропиви можна знайти, наприклад, на гербі федеральної землі Шлезвіг-Гольштейн, округу Шаумбург і округу Піннеберг, а також на гербах різних міст, таких як Бюкебург, Рінтельн, Штадтхаген, Кіль (основна стаття: Герб Кіля), Бармштедт, Нойштадт у Гольштейні, Пльон, Претц, Ютерсен або Ведель. Лист кропиви також зображений на прапорі державної служби.
У герб Копрживниці (Нессельдорф) теж є природнього вигляду лист кропиви.

## Перелік гербів із листком кропиви

### Чинні герби
| Герб | Статус                     | Назва                       | Район / округ                 | Земля                            | Особливості                                 |
| ---- | -------------------------- | --------------------------- | ----------------------------- | -------------------------------- | ------------------------------------------- |
|      | Громада                    | Ауеталь                     | Округ Шаумбург                | Нижня Саксонія                   |                                             |
|      | Місто                      | Бад-Брамштедт               | Район Зегеберг                | Шлезвіг-Гольштейн                |                                             |
|      | Громада                    | Бад-Айльзен                 | Округ Шаумбург                | Нижня Саксонія                   |                                             |
|      | Місто                      | Бад-Ненндорф                | Округ Шаумбург                | Нижня Саксонія                   | ідентичний з гербом муніципалітету Ненндорф |
|      | Повітове місто             | Бад-Ольдесло                | Район Штормарн                | Шлезвіг-Гольштейн                |                                             |
|      | Місто                      | Бармштедт                   | Район Піннеберг               | Шлезвіг-Гольштейн                |                                             |
|      | Громада                    | Бекедорф                    | Округ Шаумбург                | Нижня Саксонія                   |                                             |
|      | Міський район (Бад-Мюндер) | Бебер                       | Округ Гамельн-Пірмонт         | Нижня Саксонія                   |                                             |
|      | Громада                    | Бекдорф                     | Район Штайнбург               | Шлезвіг-Гольштейн                |                                             |
|      | Громада                    | Бокзе                       | Район Пльон                   | Шлезвіг-Гольштейн                |                                             |
|      | Громада                    | Борнгефед                   | Район Зегеберг                | Шлезвіг-Гольштейн                |                                             |
|      | Міський район (Гамбург)    | Брамфельд                   | -                             | Гамбург                          |                                             |
|      | Місто                      | Бюккебург                   | Округ Шаумбург                | Нижня Саксонія                   |                                             |
|      | Міський район (Бюкебург)   | Каммер                      | Landkreis Schaumburg          | Нижня Саксонія                   |                                             |
|      | Міський район (Фемарн)     | Бург на Фемарні             | Округ Шаумбург                | Шлезвіг-Гольштейн                | Ідентичний гербу міста Фемарн               |
|      | Спільний муніципалітет     | Ейльсен                     | Округ Шаумбург                | Нижня Саксонія                   |                                             |
|      | Міський район (Рінтельн)   | Екстен                      | Округ Шаумбург                | Нижня Саксонія                   |                                             |
|      | Місто                      | Фемарн                      | Район Остгольштейн            | Шлезвіг-Гольштейн                | mit Wappen von Burg auf Fehmarn identisch   |
|      | Місто                      | Фленсбург                   | Незалежне місто               | Шлезвіг-Гольштейн                | Vgl. Flensburger Wappen                     |
|      | Місто                      | Фрідріхштадт                | Район Північна Фризія         | Шлезвіг-Гольштейн                |                                             |
|      | Район                      | Фюрстенау                   | Округ Пейне                   | Нижня Саксонія                   |                                             |
|      | Місто                      | Герден                      | Регіон Ганновер               | Нижня Саксонія                   |                                             |
|      | Місто                      | Гравлін                     | Північний департамент         | О-де-Франс                       |                                             |
|      | Громада                    | Греміц                      | Район Остгольштейн            | Шлезвіг-Гольштейн                |                                             |
|      | Громада                    | Гросенброде                 | Район Остгольштейн            | Шлезвіг-Гольштейн                |                                             |
|      | Громада                    | Гюльцов-Прюцен              | Округ Росток                  | Мекленбург-Передня Померанія     |                                             |
|      | Корпорація                 | Ганерау-Гадемаршен          | Район Рендсбург-Еккернферде   | Шлезвіг-Гольштейн                |                                             |
|      | Громада                    | Гасте                       | Округ Шаумбург                | Нижня Саксонія                   |                                             |
|      | Громада                    | Гайлігенгафен               | Район Остгольштейн            | Шлезвіг-Гольштейн                |                                             |
|      | Громада                    | Геммінгштедт                | Район Дітмаршен               | Шлезвіг-Гольштейн                |                                             |
|      | Місто                      | Гессіш-Ольдендорф           | Район Гамельн-Пірмонт         | Нижня Саксонія                   |                                             |
|      | Громада                    | Гонгорст                    | Округ Шаумбург                | Нижня Саксонія                   |                                             |
|      | Громада                    | Горст                       | Район Штайнбург               | Шлезвіг-Гольштейн                |                                             |
|      | Місто                      | Ітцего                      | Район Штайнбург               | Шлезвіг-Гольштейн                |                                             |
|      | Громада                    | Кам'яна Гірка (Гермерсдорф) | Світавський район             | Чехія                            |                                             |
|      | Місто                      | Кальтенкірхен               | Район Зегеберг                | Шлезвіг-Гольштейн                |                                             |
|      | Місто                      | Кіль                        | Столиця землі                 | Шлезвіг-Гольштейн                | Див. герб Кіля                              |
|      | Спортивний клуб            | Гольштайн Кіль              | -                             | Шлезвіг-Гольштейн                |                                             |
|      | Місто                      | Копрживниці (Нессельдорф)   | Новийчинський район           | Чехія                            |                                             |
|      | Міський район (Гамбург)    | Лангенгорн                  | -                             | Гамбург                          |                                             |
|      | Громада                    | Лауенгаген                  | Округ Шаумбург                | Нижня Саксонія                   |                                             |
|      | Міський район (Дорстен)    | Лембек                      | Район Реклінгхаузен           |                                  |                                             |
|      | Громада                    | Лінден                      | Район Дітмаршен               | Шлезвіг-Гольштейн                |                                             |
|      | Громада                    | Людерсфельд                 | Округ Шаумбург                | Нижня Саксонія                   |                                             |
|      | Місто                      | Лютьєнбург                  | Район Пльон                   | Шлезвіг-Гольштейн                |                                             |
|      | Міський район (Вунсторф)   | Месмерод                    | Район міста Ганновер          | Нижня Саксонія                   |                                             |
|      | Спільний муніципалітет     | Нендорф                     | Округ Шаумбург                | Нижня Саксонія                   | Ідентичний гербу міста Бад-Ненндорф         |
|      | Громада                    | Неттельзе                   | Район Пльон                   | Шлезвіг-Гольштейн                |                                             |
|      | Місто                      | Ноймюнстер                  | незалежне місто               | Шлезвіг-Гольштейн                |                                             |
|      | Місто                      | Нойштадт                    | Район Остгольштейн            | Шлезвіг-Гольштейн                |                                             |
|      | Спільний муніципалітет     | Нідернворен                 | Округ Шаумбург                | Нижня Саксонія                   |                                             |
|      | Спільний муніципалітет     | Нінштадт                    | Округ Шаумбург                | Нижня Саксонія                   |                                             |
|      | Місто                      | Обернкірхен                 | Округ Шаумбург                | Нижня Саксонія                   |                                             |
|      | Місто                      | Ольденбург                  | Район Остгольштейн            | Шлезвіг-Гольштейн                |                                             |
|      | Громада                    | Ольдендорф                  | Район Штайнбург               | Шлезвіг-Гольштейн                |                                             |
|      | Громада                    | Остштайнбек                 | Район Штормарн                | Шлезвіг-Гольштейн                |                                             |
|      | Міський район (Гамбург)    | Оттензен                    | -                             | Гамбург                          |                                             |
|      | Район                      | Піннеберг                   | Район                         | Шлезвіг-Гольштейн                |                                             |
|      | Район                      | Плен                        | Район                         | Шлезвіг-Гольштейн                |                                             |
|      | Місто                      | Плен                        | Район Пльон                   | Шлезвіг-Гольштейн                |                                             |
|      | Громада                    | Польгаген                   | Округ Шаумбург                | Нижня Саксонія                   |                                             |
|      | Місто                      | Прец                        | Район Пльон                   | Шлезвіг-Гольштейн                |                                             |
|      | Громада                    | Прісдорф                    | Район Піннеберг               | Шлезвіг-Гольштейн                |                                             |
|      | Військовий полігон         | Путлос                      | Район Остгольштейн            | Шлезвіг-Гольштейн                |                                             |
|      | Район                      | Реклінггаузен               | Район                         | Шлезвіг-Гольштейн                |                                             |
|      | Місто                      | Рендсбург                   | Район Рендсбург-Еккернферде   | Шлезвіг-Гольштейн                |                                             |
|      | Район                      | Рендсбург-Екернферде        | Район                         | Шлезвіг-Гольштейн                |                                             |
|      | Громада                    | Ретвіш                      | район Штайнбург               | Шлезвіг-Гольштейн                |                                             |
|      | Місто                      | Рінтельн                    | Окург Шаумбург                | Нижня Саксонія                   |                                             |
|      | Місто                      | Роденберг                   | Окург Шаумбург                | Нижня Саксонія                   |                                             |
|      | Громада                    | Росдорф                     | Район Штайнбург               | Шлезвіг-Гольштейн                |                                             |
|      | Міський район (Бюкебург)   | Русбенд                     | Окург Шаумбург                | Нижня Саксонія                   |                                             |
|      | Спільний муніципалітет     | Заксенгаген                 | Окург Шаумбург                | Нижня Саксонія                   |                                             |
|      | Місто                      | Заксенгаген                 | Окург Шаумбург                | Нижня Саксонія                   |                                             |
|      | Район                      | Шаумбург                    | Округ                         | Нижня Саксонія                   |                                             |
|      | Громада                    | Шенефельд                   | Район Штайнбург               | Шлезвіг-Гольштейн                |                                             |
|      | Федеральна земля           | Шлезвіг-Гольштейн           | Федеральна земля              | Федеративна Республіка Німеччина |                                             |
|      | Громада                    | Шенкірхен                   | Район Пльон                   | Шлезвіг-Гольштейн                |                                             |
|      | Район                      | Зегеберг                    | Район                         | Шлезвіг-Гольштейн                |                                             |
|      | Місто                      | Штадтгаґен                  | Округ Шаумбург                | Нижня Саксонія                   | (малий герб)                                |
|      | Місто                      | Штадтгаґен                  | Округ Шаумбург                | Нижня Саксонія                   |                                             |
|      | Район                      | Штайнбург                   | Округ                         | Шлезвіг-Гольштейн                |                                             |
|      | Міський район (Вунсторф)   | Стейнхуде                   | Регіон Ганновер               | Нижня Саксонія                   |                                             |
|      | Громада                    | Штольпе                     | Район Пльон                   | Шлезвіг-Гольштейн                |                                             |
|      | Громада                    | Штольтенберг                | Район Пльон                   | Шлезвіг-Гольштейн                |                                             |
|      | Громада                    | Зутфельд                    | Округ Шаумбург                | Нижня Саксонія                   |                                             |
|      | Громада                    | Тангштедт                   | Район Штормарн                | Шлезвіг-Гольштейн                |                                             |
|      | Громада                    | Тенсбюттель-Рест            | Район Дітмаршен               | Шлезвіг-Гольштейн                |                                             |
|      | Громада                    | Трент                       | Район Західна Померанія-Рюген | Мекленбург-Передня Померанія     |                                             |
|      | Місто                      | Ютерзен                     | Район Піннеберг               | Шлезвіг-Гольштейн                |                                             |
|      | Комуна                     | Велем-Ешеванн               | Департамент Верхня Сона       | Бургундія-Франш-Конте            |                                             |
|      | Громада                    | Вангельс                    | Район Остгольштейн            | Шлезвіг-Гольштейн                |                                             |
|      | Місто                      | Ведель                      | Район Піннеберг               | Шлезвіг-Гольштейн                |                                             |
|      | Місто                      | Вільстер                    | Крейс Штайнбург               | Шлезвіг-Гольштейн                |                                             |

### Історичний герби
| Герб | Назва                                                                      | Особливості                    |
| ---- | -------------------------------------------------------------------------- | ------------------------------ |
|      | Герб Гольштейн-Готторпів (1544—1818)                                       |                                |
|      | Ггерб Гольштейн-Готторп-Романових (1562—1917)                              |                                |
|      | Середній герб Пруссії                                                      |                                |
|      | Герб Гессен-Касселя (1736—1803)                                            |                                |
|      | Герб кюрфюрства Гессен-Касселя (1803—1806)                                 |                                |
|      | Герб курфюрства Гессен-Касселя (1815—1866)                                 |                                |
|      | Герб ландграфів Гессен-Кассель-Румпенгайм (після 1917 року)                |                                |
|      | Герб Гессен-Дармштадта (1736—1804)                                         |                                |
|      | Герб ландграфства і Великого герцогства Гессен-Дармштадтського (1804—1808) |                                |
|      | Герб Гессен-Гомбурга (1736—1866)                                           |                                |
|      | Wappen der Landgrafschaft Hessen-Homburg-Limpurg (um 1700)                 |                                |
|      | Герб ландграфства Гессен-Гомбург-Лімбург (близько 1700 року)               |                                |
|      | Герб ландграфства Гессен-Ротенбург (близько 1834 року)                     |                                |
|      | Герб князівського дому Ганау-Горжовіце                                     |                                |
|      | Герб князівства Шаумбург-Ліппе                                             |                                |
|      | Герб провінції Шлезвіг-Гольштейн                                           |                                |
|      | Герб Вільної держави Шаумбург-Ліппе                                        |                                |
|      | Герб Офісу Гервеста-Дорстена (1929—1974)                                   |                                |
|      | Герб герцогства Гольштейн                                                  |                                |
|      | Герб району Ольденбург у Голштинії                                         |                                |
|      | Герб району Піннеберг                                                      | Перший проєкт герба 1924 року  |
|      | Герб району Піннеберг                                                      | Герб району з 1935 по 1946 рік |
|      | Герб району Рендсбург                                                      | до 1970 року                   |